# John Cecil, 4. Earl of Exeter
John Cecil, 4. Earl of Exeter (* 1628; † 18. März 1678) war ein englischer Peer und Politiker.

## Leben
Er war der zweite Sohn des David Cecil, 3. Earl of Exeter aus dessen Ehe mit Elizabeth Egerton, Tochter von John Egerton, 1. Earl of Bridgewater. Da sein älterer Bruder Thomas bereits 1641 kinderlos gestorben war, erbte er beim Tod seines Vaters am 18. April 1643 dessen Adelstitel als Earl of Exeter und Baron Burghley und wurde dadurch Mitglied des House of Lords.
Zwischen 1660 und 1673 war er Lord Lieutenant von Northamptonshire. Danach hatte er dieses Amt für bis 1678 für East Northamptonshire inne; ihm folgte der Earl of Peterborough.
Er heiratete in erster Ehe am 8. Dezember 1646 Lady Frances Manners, Tochter von John Manners, 8. Earl of Rutland. Aus dieser Ehe hatte er zwei Kinder:
- John Cecil, 5. Earl of Exeter (um 1648–1700);
- Lady Frances Cecil († 1694) ⚭ John Scudamore, 2. Viscount Scudamore.

In zweiter Ehe heiratete er am 24. Januar 1670 Lady Mary Fane, Tochter von Mildmay Fane, 2. Earl of Westmorland. Die Ehe blieb kinderlos.